# Fontanafredda
Fontanafredda est une commune italienne de la province de Pordenone, dans la région Frioul-Vénétie Julienne.

## Administration
| Période                                  | Période | Identité | Étiquette | Qualité |
| ---------------------------------------- | ------- | -------- | --------- | ------- |
|                                          |         |          |           |         |
| Les données manquantes sont à compléter. |         |          |           |         |

## Frazioni
Vigonovo, Ceolini, Camolli-Casut, Forcate, Ronche, Talmasson, Romano, Ranzano, Nave, Pieve, Villadolt.

### Communes limitrophes
Aviano, Brugnera, Budoia, Caneva, Polcenigo, Porcia, Roveredo in Piano, Sacile.

## Jumelage
- Saint-Jean (France).